# Feyt
Feyt is een gemeente in het Franse departement Corrèze (regio Nouvelle-Aquitaine) en telt 108 inwoners (2009). De plaats maakt deel uit van het arrondissement Ussel.

## Geografie
De oppervlakte van Feyt bedraagt 19,8 km², de bevolkingsdichtheid is dus 5,5 inwoners per km².
De onderstaande kaart toont de ligging van Feyt met de belangrijkste infrastructuur en aangrenzende gemeenten.

## Demografie
Onderstaande figuur toont het verloop van het inwonertal (bron: INSEE-tellingen).